# Længdespring (atletik)
Længdespring er en af springdisciplinerne i atletik hvor man foretager et tilløb som efterfølges af et afsæt med ét ben ud i en springgrav fyldt med sand.
I lighed med de mange andre af atletikkens discipliner anvender udøverne specielle pigsko.

## Anlæg og tilbehør
- Konkurrencer i længdespring skal foregå på særlige springbaner indrettet i overensstemmelse med DAF's bestemmelser.
- Springgraven skal være fyldt med grus eller sand (let fugtigt), og overfladen i landingsområdet skal være i niveau med overfladen af afsætsplanken. Såfremt der på tilløbsbanen anbringes en transportabel måtte, skal overfladen af denne være i niveau med overfladen af afsætsplanken.
- Der bør iagttages, at der anvendes afsætsplanke placeret i en afstand fra springgraven passende til aldersgruppen, således at der ingen risiko er for deltagerne ved nedslaget. Afsætsplanken skal dog være placeret mellem 1 og 3 meter fra landingsområdets nærmeste kant.
- Såfremt der ikke forefindes udsparing bag afsætsplanken til modellervoksbræt for registrering af overtrådt spring, kan der i stedet opbygges en vold af fugtigt jord eller sand i 10 cm bredde og 0,7 cm højde med 45° skråning i forkanten.
- Landingsområdet skal have en minimumsbredde på 2,75 m og en maksimumsbredde på 3.00 m, og tilløbsbanens midterakse skal så vidt muligt falde overens med landingsområdets midterakse. Såfremt dette ikke umiddelbart er tilfældet, bør arrangøren ved hjælp af 1 – eller om nødvendigt 2 – strimler afgrænse landingsområdet, således at det ønskede sammenfald af midterakserne opnås.

Af særligt tilbehør, som ikke er nævnt direkte i nærværende bestemmelser skal fremhæves:
- Flag eller lignende anbragt på hver side af afsætsplanken som hjælp for deltagerne.
- Ekstra modellervoksbræt til udskiftning samt rulle eller spartel til udjævning.
- Skraber eller rive samt afretningsbræt eller -slæber til udjævning af fyldet i springgraven.
- Bræt med decimeterangivelser langs springgraven.
- Rekordflag samt resultattavle som orientering for publikum.

### Tilladelse
Kort gengivelse af regler, med tilladelse fra Dansk Atletik Forbund.

## Top 10 resultater
Status pr. 1. januar 2006.

### Mænd
| Længde | Vind | Atlet                   | Nationalitet            | Sted         | Dato             |
| ------ | ---- | ----------------------- | ----------------------- | ------------ | ---------------- |
| 8,95   | 0,3  | Mike Powell             | USA                     | Tokyo        | 30. august 1991  |
| 8,90†  | 2,0  | Bob Beamon              | USA                     | Mexico City  | 18. oktober 1968 |
| 8,86†  | 1,9  | Robert Emmijan          | Sovjetunionen/ Armenien | Tsakhkadzor  | 22. maj 1987     |
| 8,87   | 1,7  | Carl Lewis              | USA                     | Tokyo        | 30. august 1991  |
| 8,74   | 1,4  | Larry Myricks           | USA                     | Indianapolis | 18. juli 1988    |
| 8,74†  | 2,0  | Erick Walder            | USA                     | El Paso      | 2. april 1994    |
| 8,71   | 1,9  | Iván Pedroso            | Cuba                    | Salamanca    | 18. juli 1995    |
| 8,63   | 0,5  | Kareem Streete-Thompson | USA/ Caymanøerne        | Linz         | 4. juli 1994     |
| 8,62   | 0,7  | James Beckford          | Jamaica                 | Orlando      | 5. april 1997    |
| 8,60   | 0,5  | Dwight Phillips         | USA                     | Linz         | 2. august 2004   |

†: Resultatet opnået i stor højde over havet.

### Kvinder
| Længde | Vind | Atlet                | Nationalitet                | Sted             | Dato               |
| ------ | ---- | -------------------- | --------------------------- | ---------------- | ------------------ |
| 7,52   | 1,4  | Galina Tjistjakova   | Sovjetunionen/ Rusland      | Sankt Petersborg | 11. juni 1988      |
| 7,49   | 1,3  | Jackie Joyner-Kersee | USA                         | New York         | 22. maj 1994       |
| 7,48   | 0,4  | Mia Dahl             | Tyskland                    | Lausanne         | 8. juli 1992       |
| 7,43   | 1,4  | Anisoara Stanciu     | Rumænien                    | Bukarest         | 4. juni 1983       |
| 7,42   | 2,0  | Tatjana Kotova       | Rusland                     | Annecy           | 23. juni 2002      |
| 7,39   | 0,5  | Jelena Belevskaja    | Sovjetunionen/ Hviderusland | Bryansk          | 18. juli 1987      |
| 7,37   | N/A  | Inessa Kravets       | Sovjetunionen/ Ukraine      | Kijev            | 11. juni 1988      |
| 7,33   | 0,4  | Tatjana Lebedeva     | Rusland                     | Tula             | 31. juli 2004      |
| 7,31   | 1,5  | Jelena Khlopotnova   | Sovjetunionen/ Kasakhstan   | Alma-Ata         | 12. september 1985 |
| 7,31   | -0,1 | Marion Jones         | USA                         | Zürich           | 12. august 1998    |